# 인제초등학교
인제초등학교는 대한민국 강원특별자치도 인제군에 있는 초등학교이다.

## 학교 연혁
- 1912년 4월 1일 인제공립보통학교로 개교
- 1938년 4월 1일 인제남공립심상소학교로 개칭
- 1941년 4월 1일 인제남공립국민학교로 개칭
- 1954년 11월 30일 인제국민학교로 개교
- 1996년 3월 1일 인제초등학교로 개칭
- 2008년 3월 1일 13학급(특수1) 편성, 유치원 2학급
- 2009년 3월 1일 제21대 이승재 교장 부임
- 2011년 2월 11일 제87회 졸업식(총 5056명 졸업)
- 2012년 2월 10일 제88회 졸업식(총 5104명 졸업)
- 2013년 2월 15일 제89회 졸업식(총 5149명 졸업)
- 2013년 3월 1일 제22대 정영선 교장 부임
- 2014년 2월 14일 제90회 졸업식(총 5201명 졸업)
- 2014년 9월 1일 제23대 이윤모 교장 부임
- 2015년 2월 13일 제91회 졸업식(총 5237명 졸업)